# キャビア

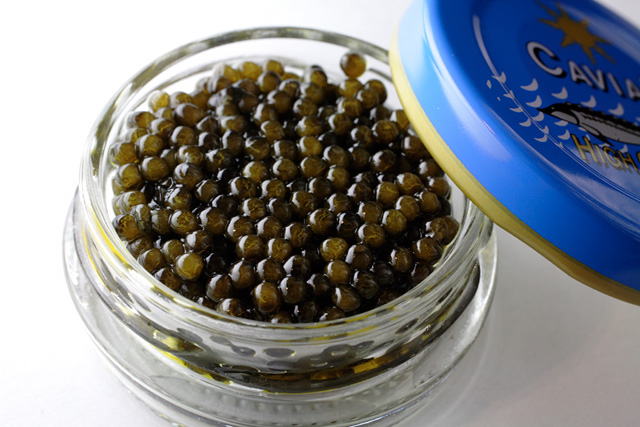
キャビア（ロシア産ベルーガ）

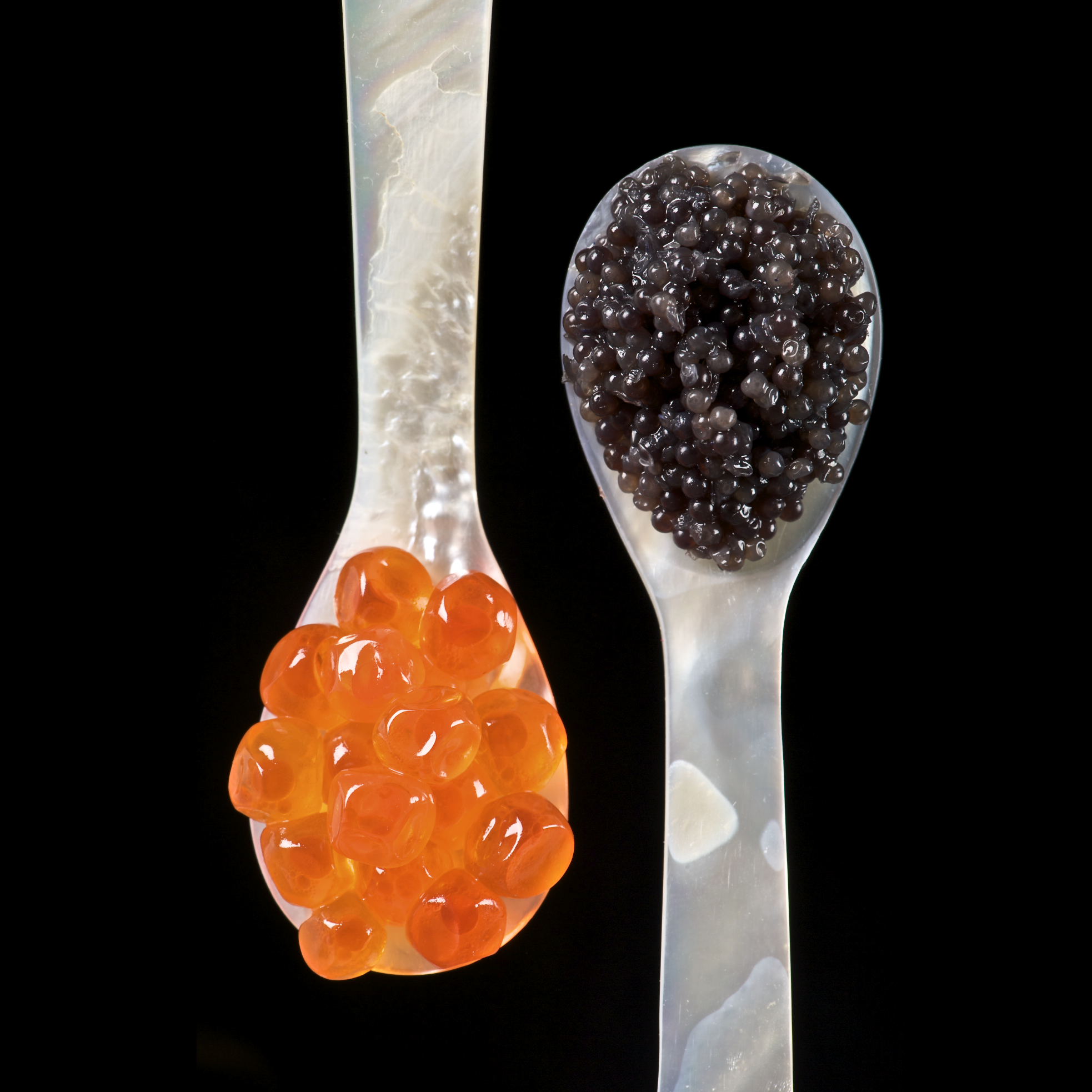
鮭の卵 イクラ（左）と チョウザメ の卵（右）キャビアの味を損なわないようキャビアスプーン (真珠層) に載せたもの

キャビア（英語: フランス語: caviar 英語: [ˈkæviaːr] フランス語: [kavjaʁ]、ロシア語: чёрная икра：チョールナヤ・イクラー）は、チョウザメの卵巣をほぐしたものの塩漬け。オードブルなどで供される高級食材である。
一般的にはキャビアとはチョウザメの卵巣をほぐしたものを指すが、ヨーロッパの多くの国では魚卵の総称としてキャビアと言うこともある。逆に、ロシアでは魚卵全体をイクラと呼び、キャビアは「チョールナヤ・イクラー」すなわち「黒い魚卵」と呼ぶ。

## 定義
国連食糧農業機関の定義によると、チョウザメから取った魚卵製品だけを「キャビア」と呼ぶことができ、その他の魚卵で作られた類似食品は「キャビア代替品」として分類されている。この定義は絶滅のおそれのある野生動植物の種の国際取引に関する条約（以下「ワシントン条約」）にも通用し、世界自然保護基金、そしてアメリカ合衆国（米国）とフランスの税関が採用している。

## 概要

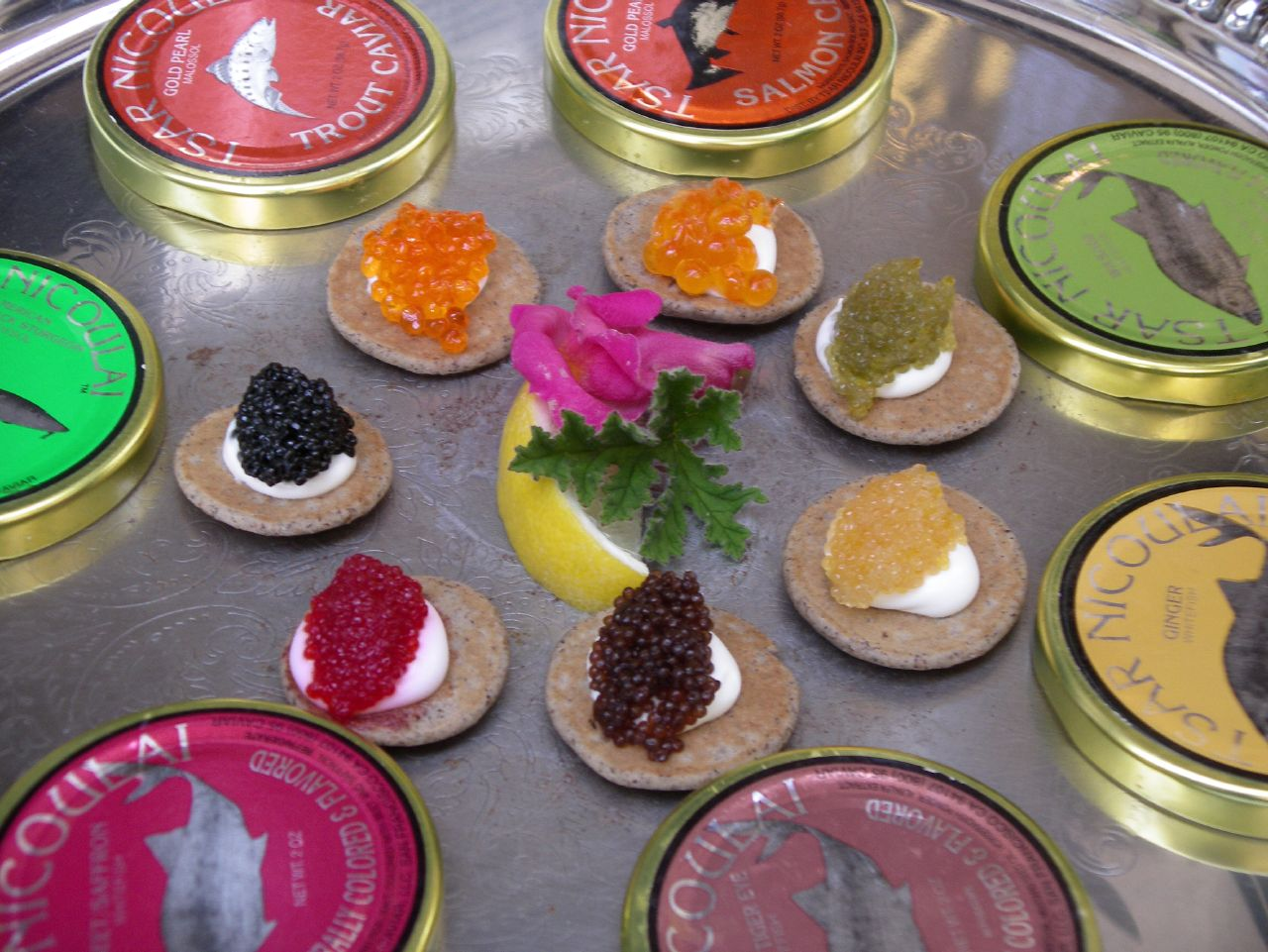
イランの様々な色の魚卵（キャビア）

主な産地はロシアで特にカスピ海と中国国境沿いのアムール川が有名。またカスピ海はイランにも面しているためイラン産のキャビアもよく知られている。古くはヨーロッパ沿岸河川、北米大西洋沿岸でも商業的に生産されていた。
カスピ海に生息するチョウザメの種類によって卵の粒の大きさとブランド価値が異なる。大きい順にベルーガ（Beluga、オオチョウザメ）、オシェトラ（Oscietra、ロシアチョウザメとシップチョウザメ）、セヴルーガ（Sevruga、ホシチョウザメ）キャビアと呼ばれる。アムール川に生息するカルーガ（Kaluga）、アムールスタージョン（Amur）の卵で作られるキャビアも高品質なものが2014年頃から市場に出ている。なお、その他の地域に生息するチョウザメの仲間からもキャビアは生産される。
キャビアは世界各地で作られているが、チョウザメの種が同じでも餌としているプランクトンが異なるとキャビアの味も異なるため、カスピ海産のキャビアの価値は相対的に高い。同じカスピ海産のキャビアでも、イラン産のとロシア産では後者の方が高級である。川を遡上するチョウザメを捕らえるロシアに対して、イランでは釣ったチョウザメから採取されるためストレスがかかっており、使われる塩もロシアのものと違う、という理由からであるという。
チョウザメ目の種は全てワシントン条約の規制対象となっている。これに加え、条約の締約国会議決議において、チョウザメ目の種の加⼯された未受精卵（キャビア）の国際取引について、締約国は(1)キャビアの製造を⾏う施設等（養殖場含む）の登録制度を確⽴し、(2)キャビアを⼊れる容器に再使⽤が不可能なラベルを貼付するといった「国際統⼀ラベリング制度」を実⾏し、(3)この再使⽤不可ラベルが貼付されていないキャビアは輸⼊してはならない旨が勧告されている」（水産庁「ワシントン条約決議に基づくキャビアの輸出制度開始のお知らせ」より）。
現代では高価な食材の代名詞としても知られるキャビアだが、1920年代から1930年代にかけての旧ソ連においては、庶民向けの安価な食材であったことがある。これは、第一次世界大戦やその後の同国内の動乱によりチョウザメ漁が行われなくなった結果、チョウザメの個体数が回復したためである。
個体数の減少により野生チョウザメの捕獲が禁止されて以降、世界各国では養殖が盛んになり、2020年代では90%が養殖である。2020年時点で、最も大規模な養殖キャビアを産出、輸出している国は中国であり、世界市場の70％を占めている。特に千島湖で大規模に養殖されており、ルフトハンザドイツ航空がファーストクラスで提供するなど品質も向上している。種類は主にカルーガ、オシェトラ、アムール、シベリア、Hybrid（カルーガとアムールの雑交種）だが、ベルーガも少量生産している。中でも、カルーガは一番品質が高く、安定供給ができている。カスピ海でも禁漁を受けて漁師が養殖に転向しているが、大量供給が可能な中国に対抗するため品質を重視したベルーガに絞る例もある。
フランス語・英語の「キャビア」(caviar) は、イタリア語またはトルコ語から伝わったもので、その起源はペルシャ語の「khaviyar」にある。卵を意味する「khaya」（中期ペルシャ語で「khayak」、古イラン語で「*qvyaka-」、インド・ヨーロッパ祖語で「*owyo-」「*oyyo-」）と、産むことを意味する「dar」からなる。Caviarの語源に関しては、アメリカ人女性作家Inga Saffronの著書『Caviar: The Strange History and Uncertain Future of the World's Most Coveted Delicacy』の中で詳しく検証されている。
英語圏では、魚卵を意味するRoeという言葉があるが、フランスの影響でタラコ（コッドロー、Cod roe）やイクラ（サーモンロー、Salomon roe）のことをコッドキャビア (Cod caviar)、サーモンキャビア (salmon caviar) と表記されることも多い。日本語で「キャビア」と言うと一般的にチョウザメの魚卵のみを指すが、欧米ではこのように広義ではいくつかの種類の魚の卵を指すことがある。この現象は、日本語（外来語）の「イクラ」がサケまたはマスの卵のみを指すのに対し、その由来となったロシア語の「イクラ（икра）」は「魚卵」全般を意味する言葉であることとよく似ている。

## 種類

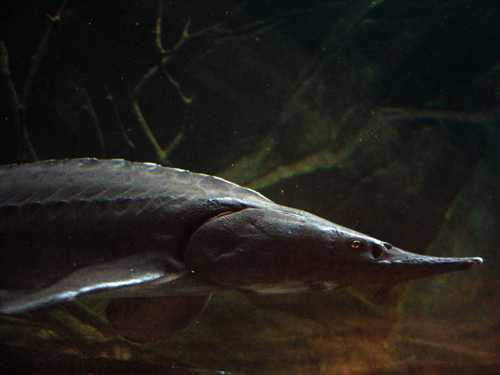
オオチョウザメ

ベルーガ
オオチョウザメ。チョウザメの仲間の中では最も大きく、体長3 - 4メートル、体重300キログラムを超えるものもある。普通は体重100 - 200キログラムでその約15%に当たる15 - 30キログラムがキャビアとして取れる。成熟まで約20年を要する。近年漁獲量が減少し、希少価値が高まっている。卵のサイズは1グラムあたり30粒と大きい。
キャビアの特徴は大粒なこと。色の濃淡はあるが灰色で明るい色ほど好まれる。皮は柔らかくマイルドである。
カルーガ

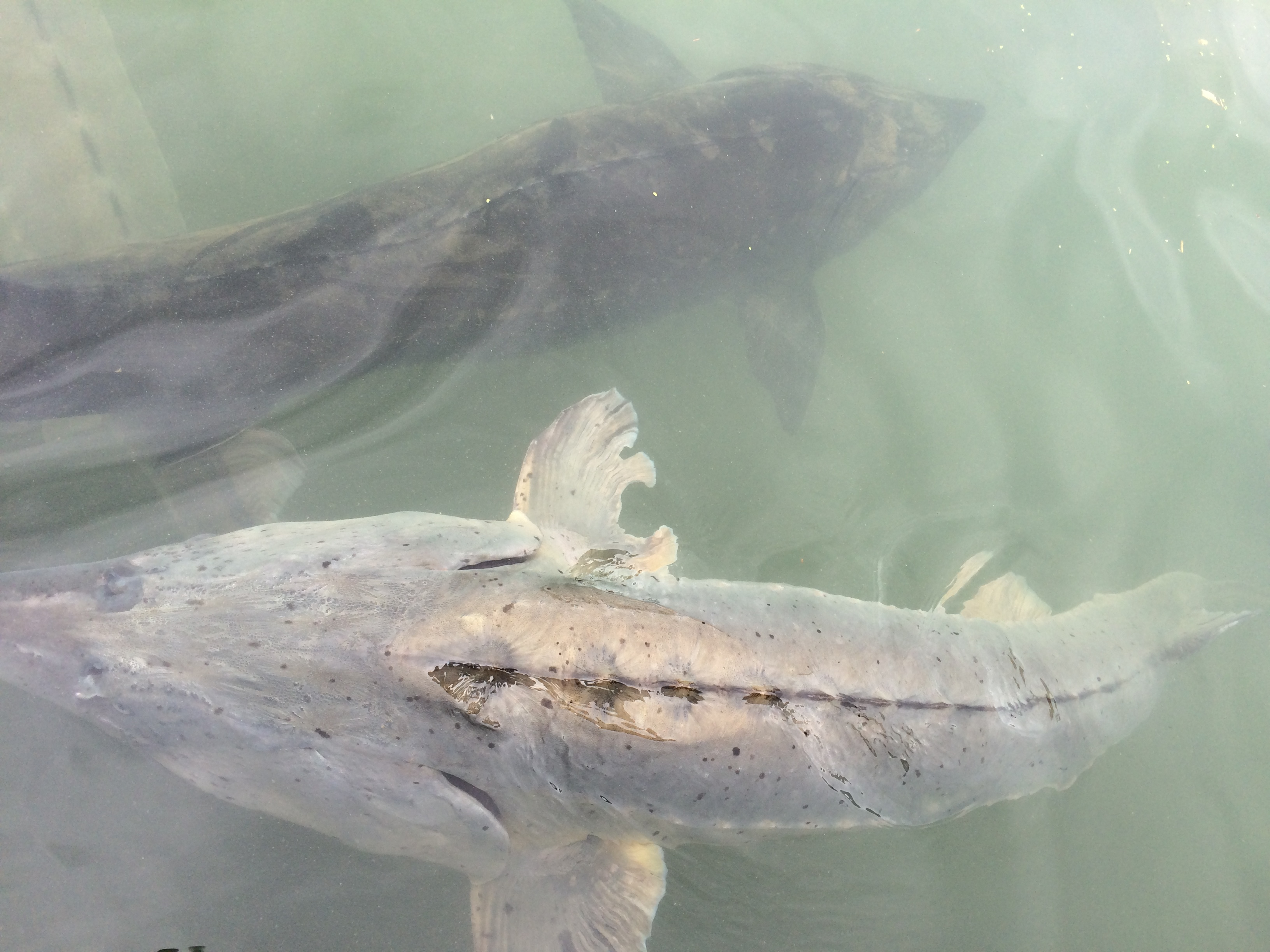
ダウリアチョウザメ

ダウリアチョウザメ。アムール川に生息する大型のチョウザメであり、現在中国で最も養殖に成功しているチョウザメの一種である。中でも、中国雲南省で産出されたカルーガは特に高く評価されている。成熟するには最低12年が必要。
オシェトラ
カスピ海に生息する2種類のチョウザメ（ロシアチョウザメ・シップチョウザメ）を指す。いずれもチョウザメ類の中では平均的な大きさで体長2メートル、体重40 - 80キログラム。成熟に８年を要する。
キャビアは1グラムあたり50粒と中粒で色は茶色がかった灰色からゴールドまで変化に富む。
アムール
アムールチョウザメ。カルーガ同様、アムール川に生息するチョウザメ。中国で大規模養殖に成功し、世界市場で主流なキャビア品種に成りつつある。
セヴルーガ
ホシチョウザメ。小型でスマートな体型をしている。口先が尖っているのが特徴。体長は最大で1 - 1.5メートル、体重は25キログラムを超えることは滅多にない。成熟に掛かる時間は比較的短く平均8〜9年である。
キャビアは1グラムあたり70粒と小粒で色は暗灰色。繊細で独特な風味がある。
スターレット
コチョウザメ。カスピ海では滅多に獲れないため、そのキャビアはロシア皇帝への献上品とされていた。

キャビアの種類を説明する時に、同じ種のチョウザメの成長経過年数による違いと説明されることがあるが、それは誤りで、ベルーガ、オシェトラ、セヴルーガなどは完全にそれぞれ違う種のチョウザメである。

## 製造法

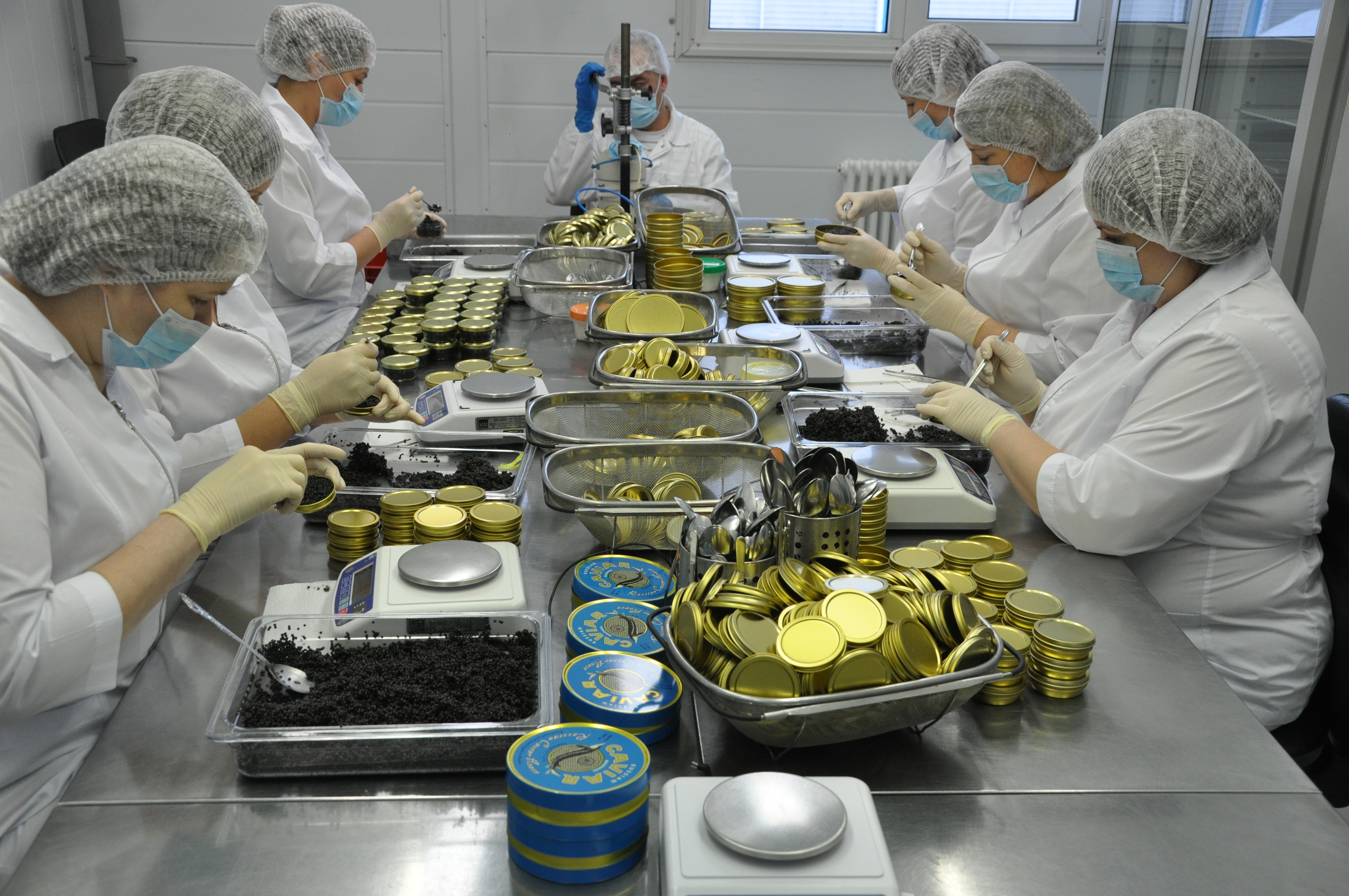
缶詰め工程（ロシアン・キャビア・ハウス社）。

従来、一般の輸入キャビアでは保存期間を長く保つため7〜10%の塩分濃度で塩漬処理されており、キャビア本来の味がその強い塩分に負けてしまっていた。原産国でのみ3〜5%前後で処理された減塩のキャビアが楽しめていたが、流通と包装技術、製造環境の改善によって低い塩分濃度で処理されたキャビアも半年以上保存できるようになり、近年では旨みが豊富な熟成キャビアが世界市場で主流となってきている。
なお、ヨーロッパ向けキャビアには、輸入業者の在庫リスクを下げるため、その要求に応じて防腐剤としてホウ酸を添加している。アメリカや日本向けのキャビアにはホウ酸の添加はできないゆえに、流通を考慮して輸入後にリパック（分封）され低温殺菌（63度で30分間加熱殺菌する方法）で処理されるものも多いが、そうした処理で熟成がとまり、食感の低下にも繋がる。したがって、少量なおかつ頻繁に輸入販売されている生の熟成したキャビアこそ上質なものとして期待できる。このため特に高級なものは20～50g入りの小さな缶で販売されている。
なお、ホウ酸の添加はキャビアの風味自体に関わっており、ホウ酸が添加されていないキャビアはヨーロッパ向けのキャビアに慣れた人の好みには合わないと言われる。
日本の食品衛生法ではキャビアの食品添加物（保存料）として安息香酸を添加することが認められている。使用基準は、2.5g/kg以下であり、安息香酸の使用基準としては他の食品よりも高い。ただし、安息香酸の一日摂取許容量 (ADI) は0-5 mg/kg/dayであるため、大量のキャビアを毎日食べ続けるような食生活をしない限り、害は無い。
殺菌は密閉できるガラス瓶等にキャビアを入れ63°Cで約30分ほど湯煎する。この低温殺菌処理によりキャビア本来の風味と食感が変わるので低温殺菌されたキャビアを「パスチャライズ・キャビア」、低温殺菌されないキャビアを「フレッシュ・キャビア」と分けて呼ばれる。

## 価格の高騰
チョウザメの漁獲高が激減しているためキャビアの値段が高騰しており問題になっている。チョウザメ類は成長に長い年月が掛かりまた成熟してからも非常に長い寿命を生きて何度も繁殖する動物であるが、漁獲してキャビアを採取すると個体を殺してしまうため何十回分もの繁殖の可能性を一度に奪うことになる。
これは同じようにその魚卵が珍重されるが繁殖が生涯に一度だけであるサケと大きく異なる点である。それゆえキャビア漁業は乱獲に陥らないように厳しい資源管理を必要とする。しかしソビエト連邦の崩壊後のロシアではチョウザメ資源の管理体制が崩壊して闇市場での流通が激増し、個体群によっては無秩序な乱獲により絶滅に瀕するに至った。
その結果、2006年のカスピ海産のキャビアの国際取引はワシントン条約事務局によって当面禁止された。
中国の養殖ものでは2020年時点で最高級品が100gあたり約27万円であるが、種類によっては1万円台のものもある。

## 養殖

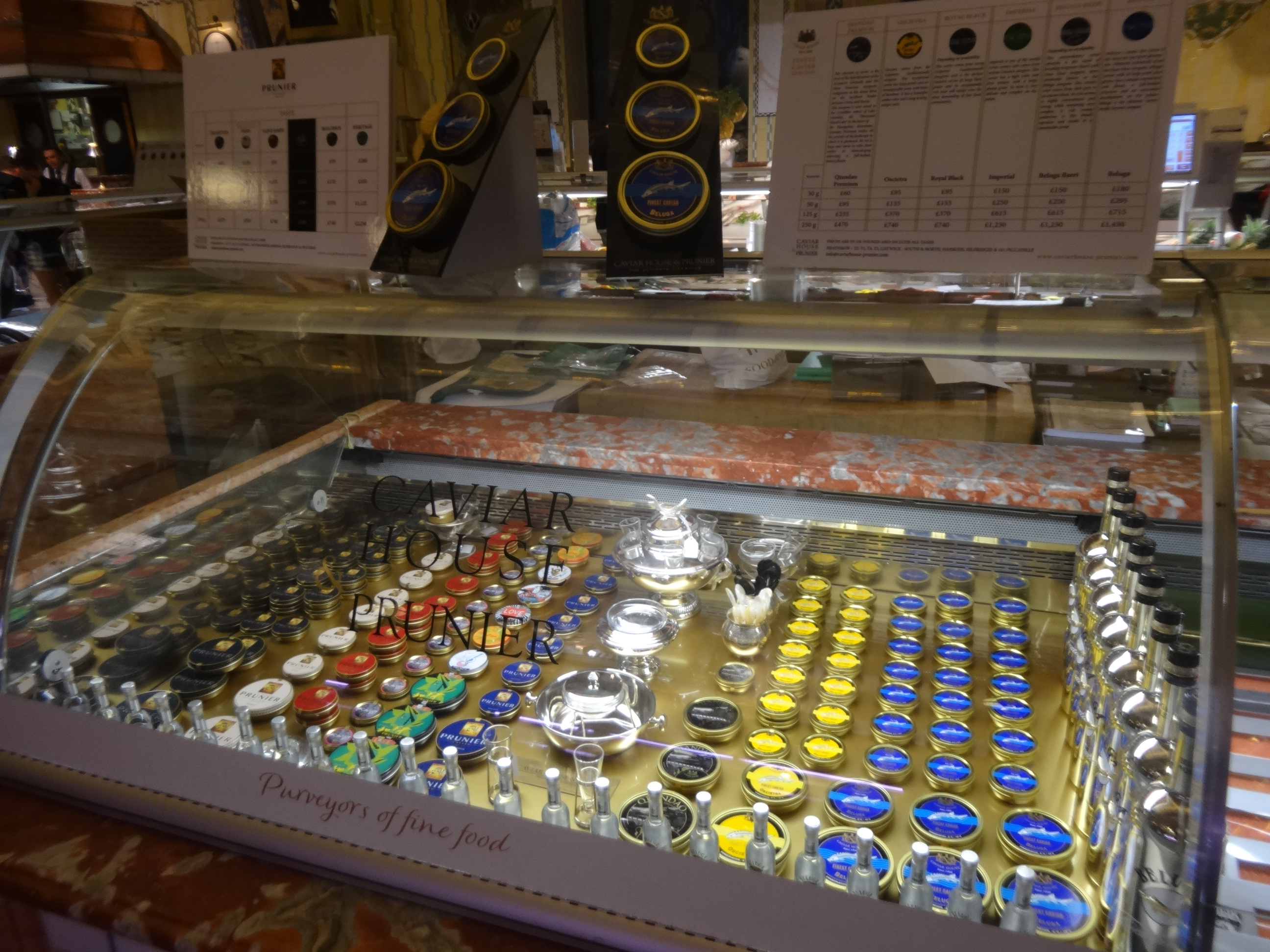
ハロッズの店頭に並ぶキャビア缶。青・黄・赤の他に黒・白・緑がある（2017年）。

世界的なキャビアの需要と供給に大きなギャップが生じたことを受けて先進諸国を中心に1990年代から大規模な養殖が始まった。養殖種は北米太平洋側に生息するシロチョウザメ（米国、イタリア、パラグアイ等）、シベリアを流れるレナ川産のシベリアチョウザメ（フランス、ドイツ、中国等）が多く、また、各国に生息する種類も養殖される。
世界自然保護基金の調査によると、2020年時点で流通量の90%が養殖とされる。
日本などでもチョウザメの養殖が試みられており、成果を収めつつあるが、その主な種は「ベステル」である。ベステルは、ロシアで食肉用及びキャビア採取のために開発された、ベルーガとスターレットの交配種である。病気に強く、ベルーガの血が入っているので旨く、スターレットの血が入っているので早く成長する（従って、早くキャビアが採れる）という長所を持っている。
カスピ海産のキャビアは瓶のラベル色で、どのチョウザメのキャビアかが判るようになっていた。ラベルには、青・黄・赤があり、青はベルーガ、黄はオシェトラ、赤はセヴルーガから採れたキャビアを示していたが、カスピ海産以外のキャビアが増えた現代ではこのラベル識別にとらわれないものもある。元々、瓶詰めキャビアを三色のラベルで識別する方法は、カスピ海に生息するチョウザメの種類によってキャビアを峻別するためのものであり、カスピ海のチョウザメの減少により、他の地域に生息するチョウザメからもキャビアが採取されるようになった現在では、この3色のラベリングにとらわれないものが流通している。
また、キャビアはその卵径の大きさで等級が分けられる。卵径の大きさはチョウザメの種類によって異なり、その大きさは、ベルーガ、オシェトラ、セヴルーガの順となるので、等級も青ラベル、黄ラベル、赤ラベルの順となっている。しかしながら、この等級とキャビアの味は一致するものではなく、キャビアの味は製造条件、貯蔵状態、製造してからの日数によって左右され、パスチャライズ・キャビアより、フレッシュ・キャビアの方が、格段に美味しく、特にmallassol（ロシア語で「薄味」という意味）といわれる塩分5パーセント以下のキャビアは高級品とされている。

### 日本の養殖事業
日本でも養殖によるキャビアの生産が行われている。ジャパンキャビア（宮崎県宮崎市）の「宮崎キャビア1983」、近畿大学の「近大キャビア」、キャビック（香川県高松市）の「瀬戸内キャビア」、森のめぐみ（宮崎県椎葉村）の「平家キャビア」のほか、静岡県、岡山県、島根県、広島県などでブランド化されたキャビアが生産・販売されている。日本国内の養殖業者は、輸入品より塩分濃度を低めに仕上げて（輸入品が4％近いのに対して、茨城県南地域の「霞ケ浦キャビア」は2.5％）、皮を軟らかく味をまろやかにしているほか、チョウザメの品種などを店側が指定するオーダーメイドに応じることもある。

#### 個別の取り組み
- 岩手県釜石市などが出資している第三セクターの「サンロック」（釜石市）が2003年12月に日本初の商品化に成功し、その後、生産は釜石キャビア株式会社に引き継がれた。アムールチョウザメ、シロチョウザメが多くベステルは少ない。だが、2011年3月11日の東日本大震災による津波被害によって養殖場は壊滅的な被害を受け、釜石キャビア株式会社も解散したため生産再開は困難であるとされている[17]。
- 高知県高知市（旧春野町）では養鰻用の池を使ってキャビアの親であるベステルチョウザメを養殖しており「よさこいキャビア」、岐阜県高山市では奥飛騨温泉の温泉熱を利用した養殖池でベステルチョウザメを養殖しているため「奥飛騨温泉キャビア」の名が付いている。
- 2014年12月、静岡県浜松市春野町の気田川漁協養殖池でチョウザメ稚魚1,000尾の養殖を開始した金子コード株式会社が、同町の自社施設「春野キャビアバレー（HARUNO CAVIAR VALLEY）」でベステルチョウザメを養殖しており、キャビアを「HALCAVIAR」というブランドで販売している。[18]
- 2015年8月、愛媛県四国中央市の中央道路株式会社は養殖のチョウザメ事業を本格化した[19]。
- 2015年9月、愛知県北設楽郡豊根村では、低温プラズマ技術を応用した水質浄化装置を用いる養殖手法の実証実験を始めている。山から引いた沢水でチョウザメを養殖、キャビアの特産品化を目指しチョウザメの養殖プロジェクトに取り組んでいる[20][21]。
- 北海道美深町では、株式会社美深振興社が同町内にある「びふか温泉」において、チョウザメの養殖が行われており、同町に宿泊する客向けにキャビアやチョウザメの魚肉が提供されてきたが、2030年頃を目処に、生産量を2017年の現状比の7倍に増産する計画を立てているという[22]。美深町は見学施設として「美深チョウザメ館」を開館しており、チョウザメの生態を展示したり、併設のレストランではチョウザメ料理を味わうことができる。
- 2020年8月、宮崎県の大淀川でチョウザメが釣れたという報告が相次いだ。養殖場は逃げ出した可能性を否定しているが[23]、宮崎県は洪水で逃げ出した可能性があるとして調査を行っている[24]。

#### MIYAZAKI CAVIAR 1983
宮崎県では1983年にチョウザメの養殖技術に着手、2004年に全国で初めて卵を孵化させ育てた成魚から卵を採取する完全養殖に成功。2011年にはチョウザメの稚魚の量産技術を国内で初めて確立した。宮崎県内の養殖業者により立ち上げられた宮崎チョウザメ普及促進会（現：ジャパンキャビア株式会社）は2013年冬、「宮崎産フレッシュキャビア」として発売を開始すると発表。2013年11月22日、「MIYAZAKI CAVIAR 1983」という名称で全国発売が開始された。
2013年は15kg、2014年は60kg、2015年には200kgを出荷し、2019年までに2,000kgの出荷を目指していた。2015年9月18日には、経済産業省と水産庁が宮崎県などが生産する国産キャビアの輸出を解禁し、2016年の志摩伊勢サミットの食事会では、「MIYAZAKI CAVIAR 1983」が提供された。2017年3月8日、宮崎産キャビアが国産キャビアとして初めて海外に輸出された。輸出先は香港。2019年、対米HACCP加工施設として認可され、ニューヨーク、ラスベガスへの輸出を開始した。

## 輸出
チョウザメはワシントン条約により取引が制限され以前は輸出できなかったが、政府は国産キャビアの海外輸出を2015年9月18日付で解禁した。国産キャビアの輸出には
1. 養殖や加工施設の公的な登録制度
2. 容器に原産国や採取時期などを記した国際統一ラベルの導入

が求められる。なお、2018年時点の登録者は以下の通りである。
1. 日南チョウザメ養殖場株式会社
2. ジャパンキャビア株式会社 加工場
3. (株)中幸組チョウザメ養殖場
4. 井上酒造株式会社
5. 鮎のよしの
6. アクアプランニング エス
7. アクアファームながとも
8. 鰻楽大炊田養殖場、新富養殖場、えびの養殖場
9. 松本水産株式会社 上伊形養殖場
10. 合同会社とくひろ
11. 東農建設有限会社
12. 小林チョウザメ・キャビア協護会
13. 水永水産株式会社 加工場（ジャパンキャビア株式会社　門川加工工場）
14. 南國興産株式会社 水産養殖場
15. 東かがわ・つばさキャビアセンター
16. HARUNO CAVIAR VALLEY

2017年3月8日、宮崎産キャビアが国産キャビアとして初めて海外に輸出された。2018年には、HALCAVIARが海外に輸出された。

## イミテーションキャビア
キャビアのコピー食品であるイミテーションキャビアも存在しており、アブルーガキャビア（燻製ニシンなどから作られた製品、魚卵は含まれていない）、ランプフィッシュキャビア（ダンゴウオ科の大型種、ランプフィッシュの卵）が流通している。
また、人工イクラのように人工キャビア（キャビアンヌ）も流通している。
養殖による大量生産により本物の価格が低下したことから、現代では代替品として使われることは少なくなった。